# SM Televisión
SMRTV es el nombre comercial del canal de televisión perteneciente al Sistema Michoacano de Radio y Televisión, medios de radio y televisión públicas pertenecientes al Gobierno del Estado de Michoacán.

## Historia
El canal inició transmisiones el 29 de septiembre de 1984 durante el gobierno estatal encabezado por Cuauhtémoc Cárdenas, la fundación del canal se hizo con el objetivo de llevar una cobertura de medios públicos a localidades de Michoacán que no tenían cobertura de este tipo de canales de radio y televisión, los cuales se han dedicado principalmente a la difusión de contenidos culturales, educativos y de servicio público.
A lo largo de su historia el canal ha recibido diversos cambio de nombre y orientación derivados de los cambios políticos presentados durante el momento, por lo que ha llevado las denominaciones TeleMichoacán, SM Televisión o SMRTV.
Durante marzo y abril del 2022 el canal inició un proceso de remodelación de su programación y línea editorial, el cual consistió en el cambio de algunos espacios noticiosos y el incremento de la producción propia con el objetivo de mejorar sus datos de audiencia y tener un mejor conocimiento entre la población.

## Programación
La programación de SM Televisión consiste principalmente en programas científicos, culturales y de contenido educativo, incluidas noticias. Este canal, como parte de La Red de Radiodifusoras y Televisoras Educativas y Culturales de México puede transmitir programas pertenecientes a otras estaciones de televisión públicas en el país como lo son los programas culturales del Canal 22, la programación infantil del Canal 11 y otros contenidos elaborados por TV UNAM y Canal Catorce, además de los pertenecientes a los canales públicos de otros estados de la República. El canal también transmite algunos programas producidos por canales de televisión extranjeros como la DW de Alemania.
Respecto al contenido propio elaborado por el canal, este consiste principalmente en noticieros, programas deportivos, contenidos de revista o de divulgación. Los programas informativos producidos por el canal de televisión son retransmitidos de manera simultánea en la SMRTV Radio, estación hermana del canal.

## Transmisiones
SMRTV utiliza una red de televisión terrestre para proveer una cobertura en todo el estado.
| Indicativo | Canal Físico | Ciudad          | Potencia |
| XHMOR-TDT  | 14           | Morelia         | 2.951 kW |
| XHAPA-TDT  | 26           | Apatzingán      | 151 W    |
| XHLAM-TDT  | 29           | Lázaro Cárdenas | 151 W    |
| XHMJI-TDT  | 21           | Jiquilpan       | 226 W    |
| XHPMG-TDT  | 22           | La Piedad       | 146 W    |
| XHTZA-TDT  | 34           | Zamora          | 295 W    |
| XHURU-TDT  | 34           | Uruapan         | 147 W    |
| XHMZI-TDT  | 22           | Zitácuaro       | 113 W    |
| XHMPU-TDT  | 22           | Puruándiro      | 112 W    |
| XHMTC-TDT  | 34           | Tacámbaro       | 113 W    |
| XHMHG-TDT  | 34           | Ciudad Hidalgo  | 114 W    |
| XHMZA-TDT  | 34           | Zacapu          | 113 W    |
| XHPBHU-TDT | 11           | Huetamo         | 1.196 kW |

Tras la reasignación de canales virtuales ocurrida el 27 de octubre de 2016, las frecuencias pertenecientes al SMRTV pasaron a emitirse en el canal 16.1 a nivel estatal. Sin embargo, aún mantienen sus canales físicos separados.